# Казахстан на летних Азиатских играх 2002
На Летних Азиатских играх 2002 года в Пусане Казахстан представляло 260 спортсменов. Они завоевали 20 золотых, 26 серебряных и 30 бронзовых медалей, что вывело страну на 4-е место в неофициальном командном зачёте. Победителям и призёрам Игр и их тренерам было выделено денежное поощрение (за золотую медаль — 2000 долларов, за серебряную медаль — 1000 долларов, за бронзовую медаль — 500 долларов).

## Медалисты
| Медаль  | Спортсмен | Вид спорта                  | Дисциплина                                         |
| ------- | --- | --------------------------- | -------------------------------------------------- |
| Золото  | Нуржан Каримжанов | Бокс                        | Мужчины, до 63,5 кг                                |
| Золото  | Геннадий Головкин | Бокс                        | Мужчины, до 71 кг                                  |
| Золото  | Асет Иманбаев | Борьба                      | Мужчины, греко-римская борьба, до 55 кг            |
| Золото  | Георгий Цурцумия | Борьба                      | Мужчины, греко-римская борьба, до 120 кг           |
| Золото  | Андрей Тетерюк | Велоспорт                   | Мужчины, индивидуальная гонка с раздельным стартом |
| Золото  | Вадим Кравченко | Велоспорт                   | Мужчины, индивидуальная гонка преследования        |
| Золото  | Александр Гайдуков Сергей Горовой Сергей Дроздов Евгений Жиляев Иван Зайцев Александр Кузов Аскар Оразалинов Александр Полухин Артемий Севостьянов Юрий Смоловой Дамир Темирханов Александр Шведов Александр Шидловский                                                   | Водное поло                 | Мужчины                                            |
| Золото  | Евгений Алексеев Николай Богачкин Евгений Егоров Сергей Сергин | Гребля на байдарках и каноэ | Мужчины, байдарки-четвёрки, 500 м                  |
| Золото  | Дмитрий Кальтенбергер Дмитрий Торлопов | Гребля на байдарках и каноэ | Мужчины, байдарки-двойки, 500 м                    |
| Золото  | Дмитрий Кальтенбергер Дмитрий Торлопов | Гребля на байдарках и каноэ | Мужчины, байдарки-двойки, 1000 м                   |
| Золото  | Валерий Борисов | Лёгкая атлетика             | Мужчины, ходьба на 20 км                           |
| Золото  | Григорий Егоров | Лёгкая атлетика             | Мужчины, прыжок с шестом                           |
| Золото  | Наталья Торшина | Лёгкая атлетика             | Женщины, бег на 400 м с барьерами                  |
| Золото  | Лада Джиенбаланова | Современное пятиборье       | Женщины                                            |
| Золото  | Лада Джиенбаланова Галина Долгушина Наталья Уварова Людмила Шумилова | Современное пятиборье       | Женщины, команда                                   |
| Золото  | Сергей Беляев | Стрельба                    | Мужчины, винтовка лёжа, 50 м                       |
| Золото  | Ольга Довгун | Стрельба                    | Женщины, винтовка лёжа, 50 м                       |
| Золото  | Сергей Филимонов | Тяжёлая атлетика            | Мужчины, до 77 кг                                  |
| Золото  | Бахыт Ахметов | Тяжёлая атлетика            | Мужчины, до 94 кг                                  |
| Золото  | Александр Аксёнов Дмитрий Димов Сергей Шабалин Алексей Шипилов | Фехтование                  | Мужчины, командная шпага                           |
| Серебро | Михаил Гарник Евгений Латыпов | Академическая гребля        | Мужчины, двойки парные                             |
| Серебро | Галиб Джафаров | Бокс                        | Мужчины, до 57 кг                                  |
| Серебро | Сергей Рычко | Бокс                        | Мужчины, до 67 кг                                  |
| Серебро | Мухтархан Дильдабеков | Бокс                        | Мужчины, свыше 91 кг                               |
| Серебро | Магомед Куруглиев | Борьба                      | Мужчины, вольная борьба, до 84 кг                  |
| Серебро | Данил Халимов | Борьба                      | Мужчины, греко-римская борьба, до 74 кг            |
| Серебро | Александр Винокуров | Велоспорт                   | Мужчины, групповая гонка                           |
| Серебро | Ольга Аджидерская Ирина Боречко Марина Бузмакова Светлана Грасмик Ольга Егунова Ольга Золина Лилия Зубкова Лязат Килибаева Елена Козлова Наталья Кубрина Ирина Ланг Ирина Мельникова Юлия Пузанова Людмила Сидоренко Ольга Травникова Наталья Шаповалова тренер Лев Яниев | Гандбол                     | Женщины                                            |
| Серебро | Евгений Алексеев Николай Богачкин Евгений Егоров Сергей Сергин | Гребля на байдарках и каноэ | Мужчины, байдарки-четвёрки, 1000 м                 |
| Серебро | Кайсар Нурмаганбетов | Гребля на байдарках и каноэ | Мужчины, каноэ-одиночки, 1000 м                    |
| Серебро | Александр Буглаков Алексей Черченко | Гребля на байдарках и каноэ | Мужчины, каноэ-двойки, 500 м                       |
| Серебро | Наталья Сергеева Эллина Ужахова | Гребля на байдарках и каноэ | Женщины, байдарки-двойки, 500 м                    |
| Серебро | Базарбек Донбай | Дзюдо                       | Мужчины, до 60 кг                                  |
| Серебро | Шаттык Хаджимуканов | Карате                      | Мужчины, кумите, до 70 кг                          |
| Серебро | Андрей Королёв | Карате                      | Мужчины, кумите, свыше 75 кг                       |
| Серебро | Геннадий Черновол | Лёгкая атлетика             | Мужчины, 200 м                                     |
| Серебро | Дмитрий Карпов | Лёгкая атлетика             | Мужчины, десятиборье                               |
| Серебро | Татьяна Росланова Наталья Торшина Ольга Терешкова Светлана Бодрицкая | Лёгкая атлетика             | Женщины, эстафета 4×400 м                          |
| Серебро | Марина Коржова | Лёгкая атлетика             | Женщины, прыжок в высоту                           |
| Серебро | Сергей Колос Алексей Пономарёв Сергей Якшин | Стрельба                    | Мужчины, скит (команды)                            |
| Серебро | Зауреш Байбусинова Галина Беляева Юлия Бондарева | Стрельба                    | Женщины, пневматический пистолет, 10 м (команды)   |
| Серебро | Ольга Довгун | Стрельба                    | Женщины, винтовка с 3 позиций, 50 м                |
| Серебро | Наталья Коваленко | Стрельба                    | Женщины, подвижная мишень, 10 м                    |
| Серебро | Татьяна Хромова | Тяжёлая атлетика            | Женщины, до 75 кг                                  |
| Серебро | Алия Юсупова | Художественная гимнастика   | Личное многоборье                                  |
| Серебро | Лола Ерос Заира Жакупова Аида Красникова Алия Юсупова | Художественная гимнастика   | Групповое многоборье                               |
| Бронза  | Сергей Вдовин Михаил Дедов Александр Дербуш Александр Емельянов Алексей Еропкин Фёдор Захарченко Евгений Исаков Виталий Лопатин Роман Муравьёв Евгений Овсянников Виталий Стребков Борис Тихоненко                                                                        | Баскетбол                   | Мужчины                                            |
| Бронза  | Руслан Мусинов | Бокс                        | Мужчины, до 60 кг                                  |
| Бронза  | Бауржан Каирменов | Бокс                        | Мужчины, до 75 кг                                  |
| Бронза  | Кайсар Нурмаганбетов | Гребля на байдарках и каноэ | Мужчины, каноэ-одиночки, 500 м                     |
| Бронза  | Наталья Сергеева | Гребля на байдарках и каноэ | Женщины, байдарки-одиночки, 500 м                  |
| Бронза  | Владимир Бушанский Андрей Кашечкин Вадим Кравченко Дмитрий Муравьёв | Велоспорт                   | Мужчины, командная гонка преследования             |
| Бронза  | Асхат Житкеев | Дзюдо                       | Мужчины, до 100 кг                                 |
| Бронза  | Вячеслав Бердута | Дзюдо                       | Мужчины, свыше 100 кг                              |
| Бронза  | Шолпан Калиева | Дзюдо                       | Женщины, до 52 кг                                  |
| Серебро | Наталья Солодилова | Карате                      | Женщины, кумите, свыше 60 кг                       |
| Бронза  | Виктория Ковырева | Лёгкая атлетика             | Женщины, бег на 200 м                              |
| Бронза  | Светлана Бодрицкая | Лёгкая атлетика             | Женщины, бег на 400 м                              |
| Бронза  | Светлана Толстая | Лёгкая атлетика             | Женщины, ходьба на 20 км                           |
| Бронза  | Елена Кощеева | Лёгкая атлетика             | Женщины, прыжок в длину                            |
| Бронза  | Татьяна Бочарова | Лёгкая атлетика             | Женщины, тройной прыжок                            |
| Бронза  | Нуржан Кусмолданов Андрей Скляр Денис Стародубцев | Современное пятиборье       | Мужчины, эстафета                                  |
| Бронза  | Лада Джиенбаланова Наталья Уварова Людмила Шумилова | Современное пятиборье       | Женщины, эстафета                                  |
| Бронза  | Владимир Гуща Владимир Исаченко Рашид Юнусметов | Стрельба                    | Мужчины, пневматический пистолет, 10 м (команды)   |
| Бронза  | Сергей Беляев Виталий Довгун Юрий Мельситов | Стрельба                    | Мужчины, винтовка лёжа, 50 м (команды)             |
| Бронза  | Сергей Беляев Виталий Довгун Юрий Мельситов | Стрельба                    | Мужчины, винтовка с 3 позиций, 50 м (команды)      |
| Бронза  | Андрей Гуров Сергей Дузев Рустам Сеитов | Стрельба                    | Мужчины, подвижная мишень, 10 м (команды)          |
| Бронза  | Алексей Пономарёв | Стрельба                    | Мужчины, скит                                      |
| Бронза  | Зауреш Байбусинова Галина Беляева Юлия Бондарева | Стрельба                    | Женщины, пистолет, 25 м (команды)                  |
| Бронза  | Ольга Довгун Варвара Коваленко Галина Корчма | Стрельба                    | Женщины, винтовка лёжа, 50 м (команды)             |
| Бронза  | Ольга Довгун Варвара Коваленко Галина Корчма | Стрельба                    | Женщины, винтовка с 3 позиций, 50 м (команды)      |
| Бронза  | Александр Ли Максим Елисеев Станислав Забродский Виталий Шин | Стрельба из лука            | Мужчины, командное первенство                      |
| Бронза  | Ербол Ерден | Тхэквондо                   | Мужчины, до 72 кг                                  |
| Бронза  | Арман Чилманов | Тхэквондо                   | Мужчины, до 84 кг                                  |
| Бронза  | Сергей Слепцов Сергей Смирнов Евгений Фролов Игорь Цель | Фехтование                  | Мужчины, командная сабля                           |
| Бронза  | Сергей Шабалин | Фехтование                  | Мужчины, шпага                                     |